# أنابل فورد
أنابل فورد (بالإنجليزية: Anabel Ford)‏ هي عالمة آثار أمريكية، ولدت في 22 ديسمبر 1951 في لوس أنجلوس في الولايات المتحدة.